# Chimarrogale hantu
Chimarrogale hantu är en däggdjursart som beskrevs av Harrison 1958. Chimarrogale hantu ingår i släktet Chimarrogale och familjen näbbmöss. IUCN kategoriserar arten globalt som nära hotad. Inga underarter finns listade.
Denna näbbmus förekommer på södra Malackahalvön. Arten vistas i låglandet eller i kulliga områden upp till 305 meter över havet. Habitatet utgörs av fuktiga skogar där arten lever nära vattenansamlingar. Chimarrogale hantu fångar ofta ryggradslösa djur i vattnet.